# José Reynoso (Radsportler)
José Alfredo Reynoso Simoni (* 29. April 1977) ist ein peruanischer Radrennfahrer und nationaler Meister im Radsport.

## Sportliche Laufbahn
2000 siegte er in der nationalen Meisterschaft im Straßenrennen vor Christian Castro. In der Saison 2002 konnte er die Peruanische Meisterschaft im Straßenrennen der Männer erneut gewinnen. Im Rennen Lima–Wakama–Lima siegte er 2003. Im Etappenrennen Doble Copacabana GP Fides war er ebenfalls auf einem Tagesabschnitt erfolgreich. 2011 gewann er das Eintagesrennen Clásico Villa Altagracia.